# Fernando Toranzo Fernández
Fernando Toranzo Fernández (Venado, San Luis Potosí; 12 de septiembre de 1950) es un médico y político mexicano, miembro del Partido Revolucionario Institucional. Fue gobernador de San Luis Potosí entre 2009 y 2015.
Es médico por la Universidad Autónoma de San Luis Potosí, posteriormente se especializó en cirugía general.
Toranzo se ha desempeñado como Director del Hospital General de Ciudad Valles de 1981 a 1997, fue subdirector del Hospital del ISSSTE en 1982 y ejerció su profesión de médico cirujano en el Hospital del IMSS de 1981 a 1986.
Fue nombrado en dos ocasiones Secretario de Salud de San Luis Potosí por los periodos de 1997 a 2000 y de 2003 a 2008. Fue miembro de la LVI Legislatura del Congreso del estado de San Luis Potosí donde presidió la Comisión de Salud y Asistencia Social representando al XII Distrito Electoral con cabecera en Ciudad Valles.

## Candidatura e inicio de gobierno
El 12 de diciembre de 2008, Fernando Toranzo renuncia a su cargo como Secretario de Salud y anuncia su interés en buscar la candidatura del PRI para Gobernador del estado.
El 18 de enero de 2009, ganó la elección interna del PRI para Gobernador de San Luis Potosí, con una diferencia de 13,386 votos contra su más cercano competidor, el diputado Jesús Ramírez Stabros.
El 5 de julio, ganó la elección Estatal para elegir Gobernador, resultado con 435,768 votos, contra 402,534 de Alejandro Zapata Perogordo.
Rindió protesta el 26 de septiembre en el Auditorio Miguel Barragán de la Ciudad de San Luis Potosí.